# Niccolò Campriani
Niccolò Campriani (n. 6 noiembrie 1987, Florența, Italia) este un trăgător de tir ce a reprezentat Italia, medaliat olimpic. A participat la 3 ediții ale Jocurilor Olimpice (2008, 2012, 2016) în care a câștigat o medalie de aur și o medalie de argint.